# Партия справедливости и благоденствия (Сомалиленд)
Па́ртия справедли́вости и благоде́нствия (сомал. Ururka Caddaalada iyo Daryeelka, UCID; араб. حزب العدالة والتنمية), иногда переводится как Ассоциа́ция справедли́вости и благоде́нствия, — старейшая политическая партия в Сомалиленде, основанная в Харгейсе в 2001 году.
Партия была основана политиком Фейсалом Али Варабе в 2001 году, а программа партии была вдохновлена программой Социал-демократической партии Финляндии. Партия была описана как единственная на национальном уровне, придерживающаяся определённой политической идеологии.
Партия справедливости и благоденствия была первой оппозиционной партией, официально сформированной в Сомалиленде после правящей Объединённой народно-демократической партии, в то время как другие политики в основном сосредоточили свою оппозицию против действующей региональной администрации Мохамеда Хаджи Ибрагима Эгаля. Партия также поддержала конституционный референдум, заложивший основу для многопартийной системы, против которого выступали многие политики Сомалиленда.
Заняла третье место на президентских выборах в Сомалиленде в 2003 году, получив 16 % голосов.
На парламентских выборах, состоявшихся 29 сентября 2005 года, партия получила 26,9 % голосов и 21 место из 82.

## История выборов

### Президентские выборы
| Год выборов | Кандидат          | Количество голосов | %       | Результат |
| ----------- | ----------------- | ------------------ | ------- | --------- |
| 2003        | Фейсал Али Варабе | 77,433             | 15.85 % | Поражение |
| 2010        | Фейсал Али Варабе | 92,459             | 17.18 % | Поражение |
| 2017        | Фейсал Али Варабе | 23,141             | 4.17 %  | Поражение |

### Парламентские выборы
| Год выборов | Количество голосов | %       | Места   | Позиция |
| ----------- | ------------------ | ------- | ------- | ------- |
| 2005        | 180,545            | 26.93 % | 21 / 82 | Третья  |
| 2021        | 179,937            | 25.85 % | 21 / 82 | Третья  |

### Местные выборы
| Год выборов | Количество голосов | %       | Места    | Position |
| ----------- | ------------------ | ------- | -------- | -------- |
| 2002        | 49,444             | 11.24 % | 43 / 379 | Третья   |
| 2012        | 105,105            | 12.96 % | 40 / 323 | Третья   |
| 2021        | 159,801            | 23.18 % | 48 / 220 | Третья   |